# Stian Fredheim
Stian Fredheim, né le 23 mars 2003 à Kristiansand, est un coureur cycliste norvégien. Il évolue au sein de l'équipe Uno-X Pro.

## Biographie
Formé au Glåmdal SK, Stian Fredheim remporte Paris-Roubaix juniors en 2021,.

## Palmarès et résultats

### Palmarès par année
- 2020
  -  Champion de Norvège du critérium juniors
  - 3e du championnat de Norvège du contre-la-montre par équipes juniors
- 2021
  - 1re étape de la Course de la Paix juniors
  - 2e étape du Grand Prix Rüebliland
  - Paris-Roubaix juniors
  - 2e du championnat de Norvège du contre-la-montre par équipes juniors
  - 2e de l'One Belt One Road Nation's Cup Hungary
- 2022
  - 3e du Triptyque des Monts et Châteaux
- 2023
  - 8e de la Classic Bruges-La Panne
- 2024
  -  Champion de Norvège du critérium
  - 6e de la Classic Bruges-La Panne
- 2025
  - Route Adélie de Vitré
  - 2e du Grand Prix Jean-Pierre Monseré

### Résultats sur les grands tours

#### Tour de France
1 participation
- 2025 : 139e

### Classements mondiaux
| Année                                 | 2022 | 2023 |
| ------------------------------------- | ---- | ---- |
| Classement mondial                    | 892e | 722e |
| UCI Europe Tour                       | 656e | nc   |
|                                       |      |      |
| Légende : nc = non classéSource : UCI |      |      |